# Julià i Basilissa
Julià i Basilissa (morts ca. 304) van ser una parella d'esposos, morts com a màrtirs a Antioquia o, més probablement, en Antinoe (Egipte), durant el regnat de Dioclecià. Venerats com a sants per diverses confessions cristianes.
No hi ha dades històriques provades de l'existència de la parella i sovint s'ha confós aquest Julià amb Julià de Cilícia, ja que al Martirologi romà s'esmenten vuit sants d'aquest nom que se celebren durant el gener. La informació sobre la seva vida prové de les actes del martiri, molt exagerades i inversemblants.

## Llegenda

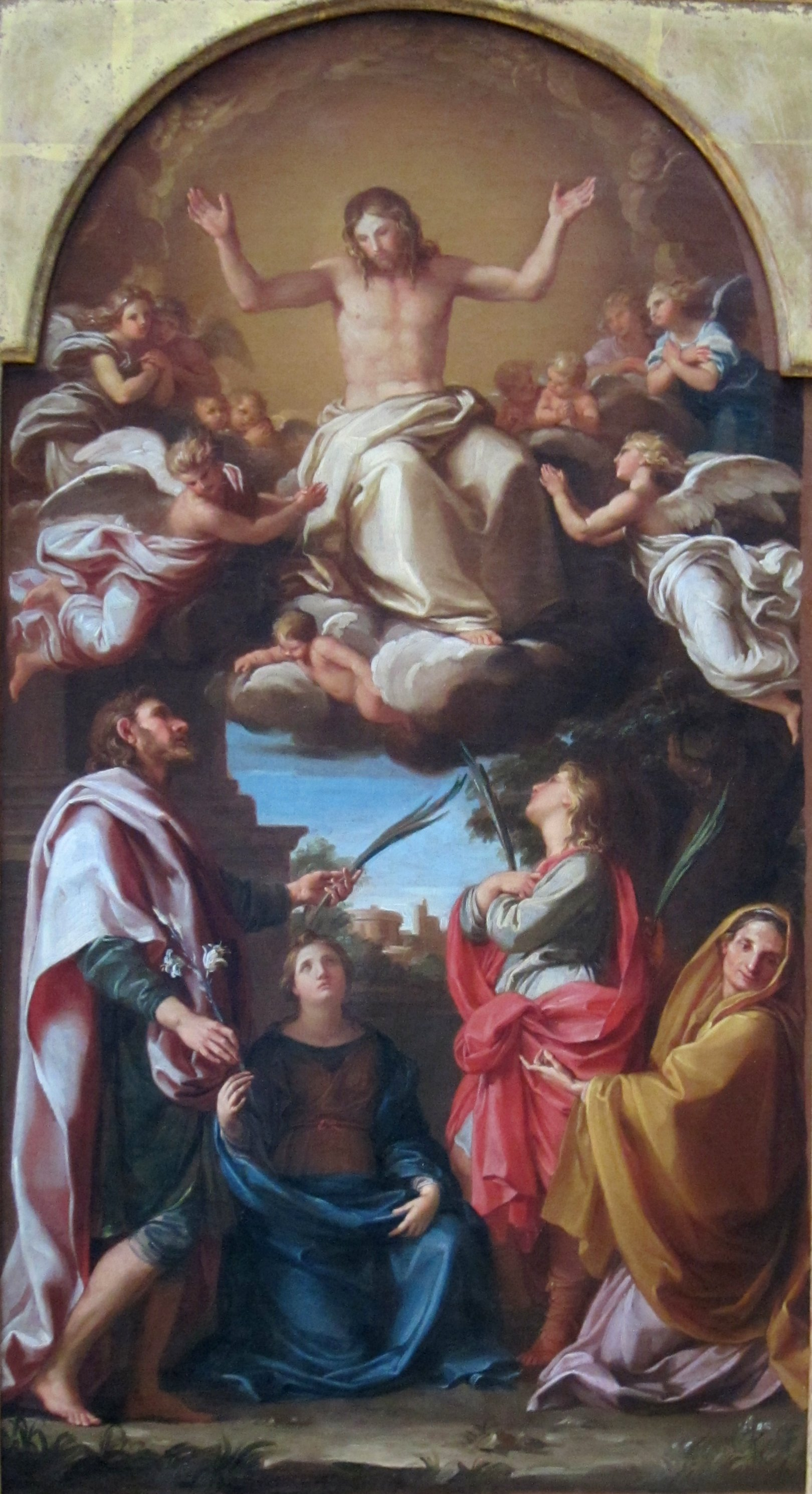
Crist amb els sants Julià i Basilissa i Cels i Marcionil·la, per Pompeo Batoni, 1736-1738.

Forçat a casar-se per la seva família, Julià, que havia fet vot de castedat, va posar-se d'acord amb la seva esposa Basilissa, que també volia consagrar-se a Déu, i van preservar la virginitat dels dos durant tota la seva vida. A més, Basilissa va fundar un convent per a dones, del qua va ésser-ne superiora i Julià va reunir un grup de monjos i va fundar un monestir. Tots dos van convertir la seva llar en un hospital on van arribar a atendre mil persones. Això ha fet que també s'hagi confós Julià amb el llegendari Julià l'Hospitalari.
Basilissa va morir pacíficament, però Julià va ésser decapitat a les persecucions de Dioclecià.
Juntament amb Julià, van ésser martiritzats Cels i Marcionil·la, fill i mare, el sacerdot Antoni d'Antioquia i el convers i neòfit Anastasi d'Antioquia. També es diu que hi van morir els set germans de Marcionil·la. Sembla però, que la lectura tradicional del lloc ha de corregir-se i que el martiri va tenir lloc a Antinoe (Egipte).

## Veneració
Els dos sants van tenir molta veneració durant l'Edat mitjana, a partir del segle viii. Al Martyrologium Hieronymianum surten el 6 de gener; altres martirologis els situen al 9 de gener, i Rabanus Maurus el 13.